# Liste der Gerichte des Landes Rheinland-Pfalz
Diese Liste zeigt alle aktuellen Gerichte in Trägerschaft des Landes Rheinland-Pfalz.
| Obere Landesgerichte                     | Obere Landesgerichte                                          | Untere Landesgerichte | Untere Landesgerichte |
| Verfassungsgerichtsbarkeit               | Verfassungsgerichtsbarkeit                                    | Verfassungsgerichtsbarkeit | Verfassungsgerichtsbarkeit |
| ---------------------------------------- | ------------------------------------------------------------- | --- | --- |
| (Deinhardpassage 1)                      | Verfassungsgerichtshof Rheinland-Pfalz (in Koblenz)           | Verfassungsgerichtshof Rheinland-Pfalz (in Koblenz) | Verfassungsgerichtshof Rheinland-Pfalz (in Koblenz) |
| Ordentliche Gerichtsbarkeit              |                                                               | | |
| (Stresemannstraße 1, Regierungsstraße 7) | Oberlandesgericht Koblenz                                     | Landgericht Bad Kreuznach | Amtsgericht Bad Kreuznach Amtsgericht Bad Sobernheim Amtsgericht Idar-Oberstein Amtsgericht Simmern/Hunsrück |
| (Stresemannstraße 1, Regierungsstraße 7) | Oberlandesgericht Koblenz                                     | Landgericht Koblenz | Amtsgericht Altenkirchen Amtsgericht Andernach Amtsgericht Bad Neuenahr-Ahrweiler Amtsgericht Betzdorf Amtsgericht Cochem Amtsgericht Diez Amtsgericht Koblenz Amtsgericht Lahnstein Amtsgericht Linz am Rhein Amtsgericht Mayen Amtsgericht Montabaur Amtsgericht Neuwied Amtsgericht Sankt Goar Amtsgericht Sinzig Amtsgericht Westerburg |
| (Stresemannstraße 1, Regierungsstraße 7) | Oberlandesgericht Koblenz                                     | Landgericht Mainz | Amtsgericht Alzey Amtsgericht Bingen am Rhein Amtsgericht Mainz Amtsgericht Worms |
| (Stresemannstraße 1, Regierungsstraße 7) | Oberlandesgericht Koblenz                                     | Landgericht Trier | Amtsgericht Bernkastel-Kues Amtsgericht Bitburg Amtsgericht Daun Amtsgericht Hermeskeil Amtsgericht Prüm Amtsgericht Saarburg Amtsgericht Trier Amtsgericht Wittlich |
| (Schlossplatz 7)                         | Pfälzisches Oberlandesgericht Zweibrücken                     | Landgericht Frankenthal (Pfalz) | Amtsgericht Bad Dürkheim Amtsgericht Frankenthal (Pfalz) Amtsgericht Grünstadt Amtsgericht Ludwigshafen Amtsgericht Neustadt an der Weinstraße Amtsgericht Speyer |
| (Schlossplatz 7)                         | Pfälzisches Oberlandesgericht Zweibrücken                     | Landgericht Kaiserslautern | Amtsgericht Kaiserslautern Amtsgericht Kusel Amtsgericht Rockenhausen |
| (Schlossplatz 7)                         | Pfälzisches Oberlandesgericht Zweibrücken                     | Landgericht Landau in der Pfalz | Amtsgericht Germersheim Amtsgericht Kandel Amtsgericht Landau in der Pfalz |
| (Schlossplatz 7)                         | Pfälzisches Oberlandesgericht Zweibrücken                     | Landgericht Zweibrücken | Amtsgericht Landstuhl Amtsgericht Pirmasens Amtsgericht Zweibrücken |
| Arbeitsgerichtsbarkeit                   |                                                               | | |
| (Ernst-Ludwig-Platz 1)                   | Landesarbeitsgericht Rheinland-Pfalz (in Mainz)               | Arbeitsgericht Kaiserslautern (mit auswärtigen Kammern in Pirmasens) Arbeitsgericht Koblenz Arbeitsgericht Ludwigshafen am Rhein (mit auswärtigen Kammern in Landau in der Pfalz) Arbeitsgericht Mainz (mit auswärtigen Kammern in Bad Kreuznach) Arbeitsgericht Trier | Arbeitsgericht Kaiserslautern (mit auswärtigen Kammern in Pirmasens) Arbeitsgericht Koblenz Arbeitsgericht Ludwigshafen am Rhein (mit auswärtigen Kammern in Landau in der Pfalz) Arbeitsgericht Mainz (mit auswärtigen Kammern in Bad Kreuznach) Arbeitsgericht Trier                                                                      |
| Finanzgerichtsbarkeit                    |                                                               | | |
| (Robert-Stolz-Straße 20)                 | Finanzgericht Rheinland-Pfalz (in Neustadt an der Weinstraße) | Finanzgericht Rheinland-Pfalz (in Neustadt an der Weinstraße) | Finanzgericht Rheinland-Pfalz (in Neustadt an der Weinstraße) |
| Sozialgerichtsbarkeit                    |                                                               | | |
| (Ernst-Ludwig-Platz 1)                   | Landessozialgericht Rheinland-Pfalz (in Mainz)                | Sozialgericht Koblenz Sozialgericht Mainz Sozialgericht Speyer Sozialgericht Trier | Sozialgericht Koblenz Sozialgericht Mainz Sozialgericht Speyer Sozialgericht Trier |
| Verwaltungsgerichtsbarkeit               |                                                               | | |
| (Deinhardpassage 1)                      | Oberverwaltungsgericht Rheinland-Pfalz (in Koblenz)           | Verwaltungsgericht Koblenz Verwaltungsgericht Mainz Verwaltungsgericht Neustadt an der Weinstraße Verwaltungsgericht Trier | Verwaltungsgericht Koblenz Verwaltungsgericht Mainz Verwaltungsgericht Neustadt an der Weinstraße Verwaltungsgericht Trier |